# Lucinges
Lucinges är en kommun i departementet Haute-Savoie i regionen Auvergne-Rhône-Alpes i sydöstra Frankrike. Kommunen ligger i kantonen Annemasse-Nord som tillhör arrondissementet Saint-Julien-en-Genevois. År 2022 hade Lucinges 1 709 invånare.

## Befolkningsutveckling
Antalet invånare i kommunen Lucinges
| Referens: INSEE |